# Countdown to Infinite Crisis
Countdown to Infinite Crisis (рус. Обратный отсчёт к Бесконечному кризису), также известен как DC Countdown — ваншот, изданный компанией DC Comics 30 марта 2005 года, в качестве подводящего сюжета к серии Infinite Crisis, а позже переиздан в связи с высоким уровнем продаж. Первый вариант обложки изображал Бэтмена, держащего на руках труп, который был в тени и узнать личность умершего не представлялось возможным, а после переиздания тень с трупа была убрана, чтобы раскрыть личность убитого. Изначально, сюжет назывался DC Countdown, чтобы не раскрывать название предстоящего кризиса.
Ваншот состоит из 80-ти страниц и изначально распространялся по цене $1, а второе издание — $2, что значительно ниже, чем обычная цена комиксов такого объёма. Сценарий сюжета был написан Джеффом Джонсом, Грегом Рука и Джаддом Виником и несколькими командами художников-контурщиков, каждый из которых отвечал за отдельную главу — Рагс Моралес и Майкл Бейр, Хесус Саис и Джим Палмиотти, Иван Рейес и Марк Кэмпос и Фил Хименес вместе с Энди Лэннингом. Карандашные рисунки для всего комикса делал Эд Бенеш.

## Сюжет
Сюжет строится вокруг Теда Корда — супергероя, бывшего члена Лиги Справедливости Америки, известного как Голубой Жук, расследующего кражу финансовых средств его компании, что привело к её банкротству. Он обратился за помощью к нескольким супергероям, которые ему отказали вежливо или прямо, только Бустер Голд, супергерой и лучший друг Корда, согласился помочь в расследовании. Прежде, чем они успевают взяться за дело, Бустер получает серьёзное ранение во взрыве.
Оставшись без помощи, Корд продолжает следовать за преступником, следы которого приводят в Швейцарию, где он проникает в штаб-квартиру организации Шах и Мат. Там он сталкивается с Лордом Максвеллом, который открытой использует базу данных Лиги Справедливости и подключается к их спутнику, чтобы следить за командой, которую он считает угрозой для всего мирового сообщества. После того, как Тед отказывается присоединиться к нему, Максвелл убивает его выстрелом в голову.

## Кроссоверы
Countdown to Infinite Crisis является своеобразным «мостом», сюжетно связанным как с Бесконечным кризисом, так и с несколькими кроссоверами, действие которых разворачивается параллельно с кризисом. Согласно хронологии сюжета, непосредственно после окончания ваншота начинаются события кроссовера The OMAC Project. На одной из страниц была упомянута Ранн-танагарская война, из чего можно сделать вывод, что она уже началась, а о её событиях рассказывается в Rann-Thanagar War. Главныге герои сюжета Villains United пояивлись в одной из глав, но несмотря на это, прямого отношения к Голубому жуку не имеют.

## Коллекционные издания
| Название                     | Включенные выпуски                             | Дата        | ISBN               |
| ---------------------------- | ---------------------------------------------- | ----------- | ------------------ |
| Countdown to Infinite Crisis | Countdown to Infinite Crisis, The OMAC Project | ноябрь 2005 | ISBN 1-4012-0837-1 |